# Ардин, Владимир Иванович
Ардин Владимир Иванович (17 января 1928, Любимовка — 21 октября 2017, Чита) — советский шахтёр, бригадир комплексной бригады шахты «Восточная» комбината «Востсибуголь», Герой Социалистического Труда (1966).

## Биография
Родился 17 января 1928 года в селе Любимовка Порецкого района Чувашской АССР. Русский, член КПСС с 1960 года.
В 1939 году вместе с семьёй выехал в Читу. Работал разнорабочим, с 1942 года — грузчиком. После окончания школы ФЗО с 1948 года работает на шахте «Малютка» в Черновском районе Читинской области. Был проходчиком, навалоотбойщиком, крепильщиком, комбайнёром-машинистом. С 1962 года работал бригадиром очистной комплексно-механизированной бригады шахты «Восточная» комбината «Востсибуголь», г. Чита. Бригада Ардина впервые на шахте начала работать на высокопроизводительных комплексах, применив новые методы, довела добычу угля до 1000 тонн в сутки.
Депутат Совета Союза Верховного Совета СССР 8—9 созывов (1970—1979) от Читинского городского избирательного округа № 356 Читинской области.
Проживал в Чите. Умер 21 октября 2017 года.

## Награды
- За выдающиеся заслуги по развитию угольной и сланцевой промышленности и достижение высоких технико-экономических показателей, внедрение новых технологий добычи угля Владимиру Ивановичу Ардину 29 июня 1966 года присвоено звание Героя Социалистического Труда с вручением ордена Ленина и золотой медали «Серп и Молот»;
- Знак «Шахтёрская слава» трёх степеней;
- знаком «Победитель социалистического соревнования МУП СССР»;
- Почётный шахтёр СССР;
- Почётный механизатор угольной промышленности СССР и Мастер-механизатор угольной промышленности;
- Почётный гражданин Читинской области;
- восемь медалей.